# Zemětřesení v S’-čchuanu 2008
Zemětřesení v S’-čchuanu bylo silné zemětřesení, které 12. května 2008 v 06:28:04 UTC (14:28:04 hod. místního času) zasáhlo čínskou provincii S’-čchuan s epicentrem asi 1 550 km jihozápadně od Pekingu. Otřesy byly citelné až v Pekingu, Šanghaji, Hanoji a Bangkoku. Zahynulo při něm více než 60 000 lidí. Bylo to nejtragičtější zemětřesení v Číně od Tchangšanského zemětřesení v roce 1976, při kterém zahynulo 240 000 lidí.

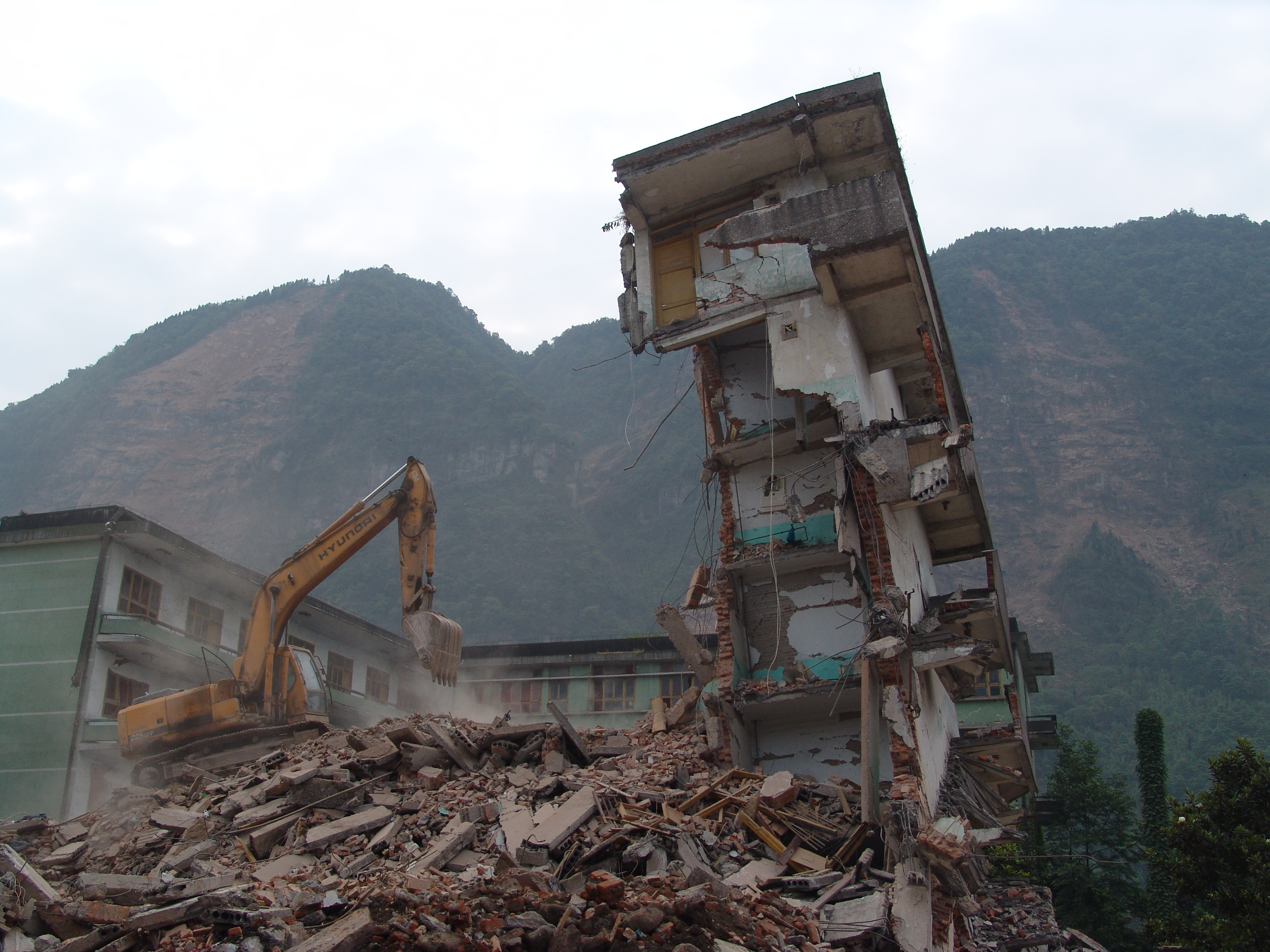
Trosky domu ve Wenčchuanu

Zemětřesení mělo sílu 7,8 až 8,0 stupně Richterovy stupnice. Dle studie z roku 2009 mohlo zemětřesení vzniknout díky stavbě místní přehrady, v níž se nacházelo 320 milionů tun vody, která mohla vyvolat vysoký tlak na nedalekou lung-menčanskou trhlinu a vyvolat zemětřesení. Příčinou ničivých následků byla nejen síla zemětřesení, ale i výjimečně dlouhá doba trvání otřesů – 2 až 3 minuty hlavní vlna a následujících 72 hodin 52 menších dotřesů.
Kvůli tomuto zemětřesení se zřítilo v oblasti mnoho škol. Následně se v Číně zvedla vlna protestů, protože vláda řádně neprošetřila kvalitu materiálu staveb. Čínský umělec Aj Wej-wej o stavu škol natočil dokument a zveřejnil úplné seznamy usmrcených dětí, které čínská vláda tajila. Od této doby se umělec potýká se stále většími problémy.